# 阿尔当库尔
阿尔当库尔（法語：Hardancourt，法語發音：[aʁdɑ̃kuʁ] ⓘ）是法国大東部大區孚日省的一个市镇，属于埃皮纳勒区。

## 地理
阿尔当库尔（48°22'41"N, 6°34'5"E）面积3.33 平方千米，位于法国大東部大區孚日省，该省份为法国东北部内陆省份，北起默兹省和默尔特-摩泽尔省，西接上马恩省，南至上索恩省和贝尔福地区省，东临上莱茵省和下莱茵省。
与阿尔当库尔接壤的市镇（或旧市镇、城区）包括：穆瓦伊蒙、罗蒙、莫尔塔涅河畔圣莫里斯、克莱藏泰讷、福孔库尔。

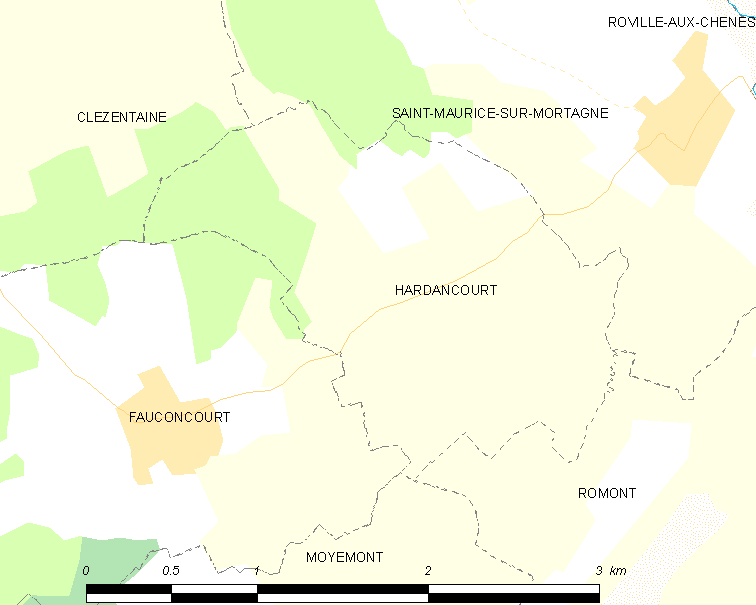
阿尔当库尔的OSM定位图

阿尔当库尔的时区为UTC+01:00、UTC+02:00（夏令时）。

## 行政
阿尔当库尔的邮政编码为88700，INSEE市镇编码为88230。

## 政治
阿尔当库尔所属的省级选区为沙尔姆县。

## 人口

1962-2008年间阿尔当库尔人口变化图示

阿尔当库尔于2022年1月1日时的人口数量为35人。